# Коперник (фильм, 1972)
«Коперник» (пол. Kopernik) — польско-немецкий биографический и исторический фильм 1972 года, поставленный к 500-летию со дня рождения великого польского астронома Николая Коперника режиссёрами Эвой и Чеславом Петельскими.

## Сюжет
Фильм рассказывает о годах учëбы молодого Николая в университетах Кракова и Италии, возвращении на родину в Польшу и работе во Фромборке. Ради науки Николай расстаëтся с любимой девушкой Анной. Во время войны с крестоносцами Коперник принимает участие в защите Ольштына. Картина показывает, как астроном исследует звёзды и выдвигает гипотезы, которые переворачивают мироздание того времени и вызывают гнев Святого Костёла. В нужде и одиночестве заканчивает Коперник свой труд и, не дождавшись его издания, умирает.

## В ролях
- Анджей Копичиньский — Николай Коперник,
- Клаус-Петер Тиле — Ретик, единственный ученик Коперника,
- Барбара Вжесиньская — Анна Шиллинг, кузина Коперника,
- Александер Фогель — Мац Шиллинг, отец Анны,
- Иоланта Бохдаль — Кристина, племянница Коперника,
- Чеслав Воллейко — епископ Лукаш Ватценроде, дядя Коперника,
- Хенрик Боровский — епископ Тидеман Гизе,
- Густав Люткевич — епископ Ян Дантышек,
- Витольд Пыркош — Плотовский, доверенный епископа Дантышка,
- Тадеуш Сомоги — слуга епископа Ватценроде,
- Януш Быльчиньский — Калкагнини,
- Леон Немчик — дон Алонсо,
- Анна Негребецкая — Диана д’Эсте,
- Юзеф Лодыньский — шут кардинала д’Эсте,
- Ханньо Хассе — Андреас Озиандер,
- Виктор Садецкий — Войцех из Брудзева,
- Вацлав Ковальский — Долуский,
- Лешек Хердеген — монах Матеуш,
- Ежи Новак — участник процессии монаха Матеуша,
- Бруно Оя — знаменосец,
- Анджей Красицкий — управляющий подвалами,
- Анджей Козак — Бартоломео Коста, еретик пытаемый в подвалах,
- Тадеуш Теодорчик — посол крестоносцев,
- Богуш Билевский — бургграф,
- Ежи Гралек — шляхтич убитый крестоносцами,
- Мажена Трыбала — мещанка,
- Ядвига Хойнацкая — мать вора,
- Леонард Анджеевский — рыцарь,
- Ежи Лапиньский — рыцарь,
- Ежи Треля — придворный.
- Тадеуш Боровский

## Награды
- 1973 — VIII Московского Международного КиноФестиваля - Серебряный приз
- 1973 — Польша Łagów (Lubuskie Lato Filmowe) - специальная награда жюри за создание фильма в честь годовщины Коперника
- 1975 — Польша Avellino (Международный КиноФестиваль для детей и молодежи) - награда «Złota Uczа»